# Lodovico Carracci

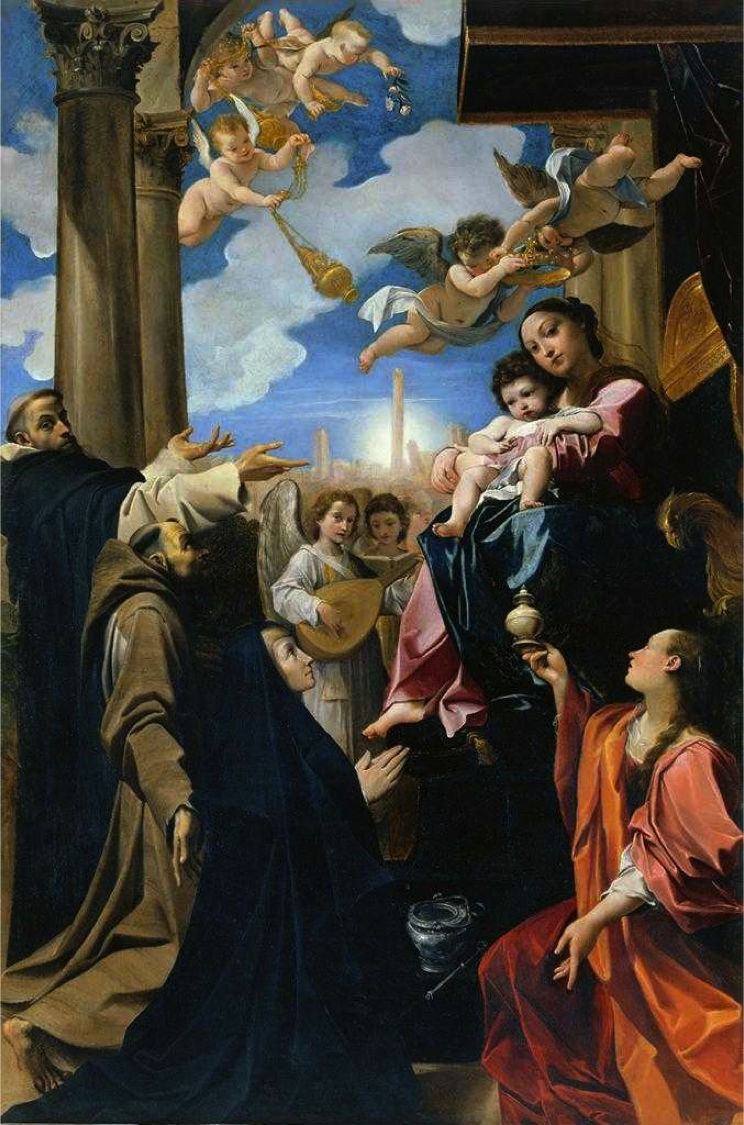
Bargellini Madonna, 1588, olieverf op doek, 282 x 188 cm,
Pinacoteca Nazionale, Bologna

Lodovico Carracci (gedoopt Bologna, 21 april 1555 – aldaar, 13 november 1619) was een Italiaanse kunstschilder, etser en tekenaar die een belangrijke bijdrage leverde aan de vernieuwing van de Italiaanse kunst na de periode van het maniërisme te vernieuwen door in 1585 een academie in Bologna op te richten. Samen met zijn neven Annibale Carracci en Agostino Carracci wordt hij beschouwd als de stichter van de Bolognese School van de late 16e eeuw in Italië.
Lodovico Carracci werd geboren en stierf in Bologna. Hij ging bij Prospero Fontana in Bologna in de leer en reisde naar Florence, Parma en Venetië, voordat hij samen met zijn neven Annibale Carracci en Agostino Carracci de Accademia degli Incamminati oprichtte. Deze academie was verantwoordelijk voor de opleiding van enkele opmerkelijke kunstenaars van de volgende generatie, onder wie Guido Reni en Domenichino.

## Galerij

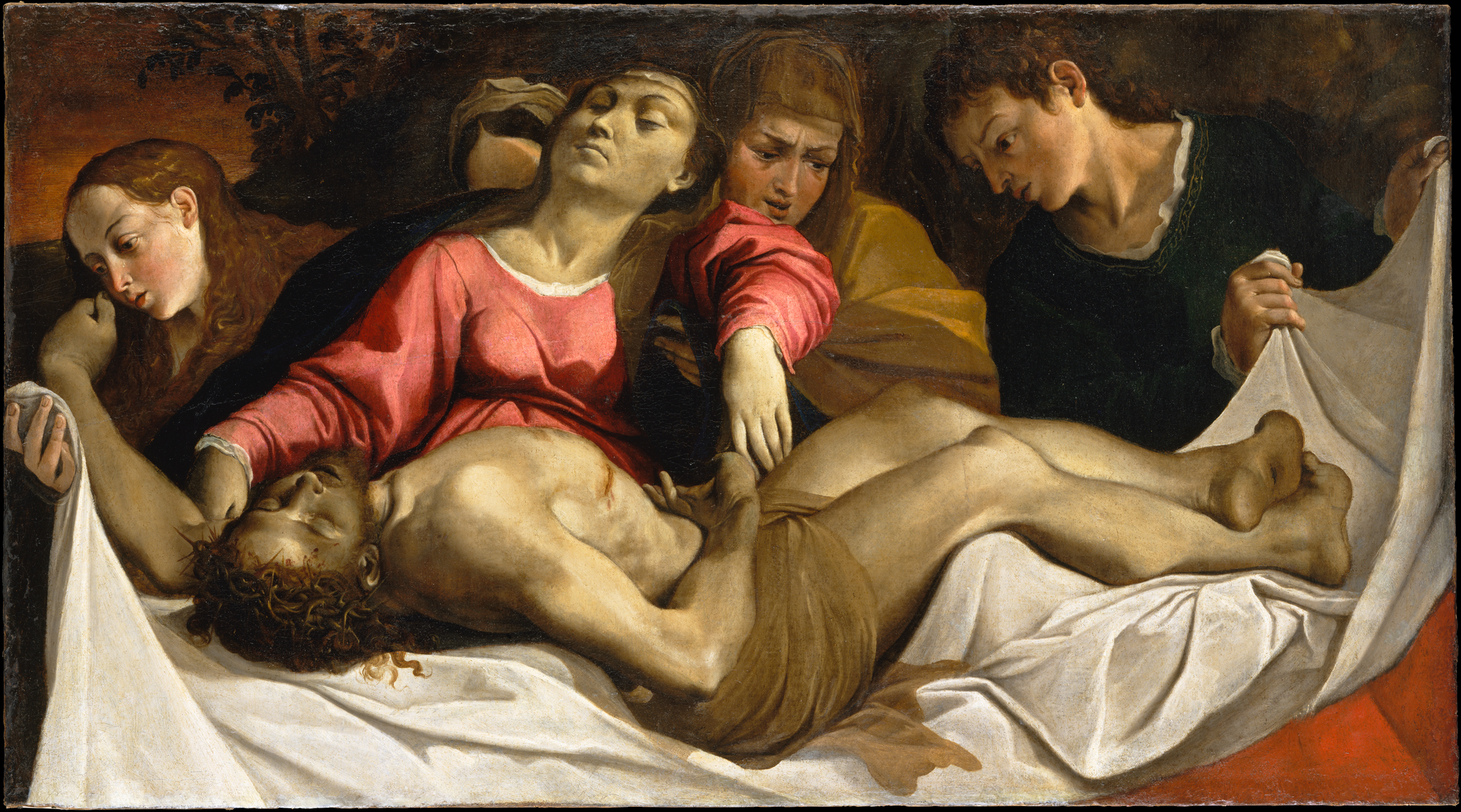
De bewening van Christus, ca. 1582, olieverf op doek, 95 x 173 cm, Metropolitan Museum of Art, New York
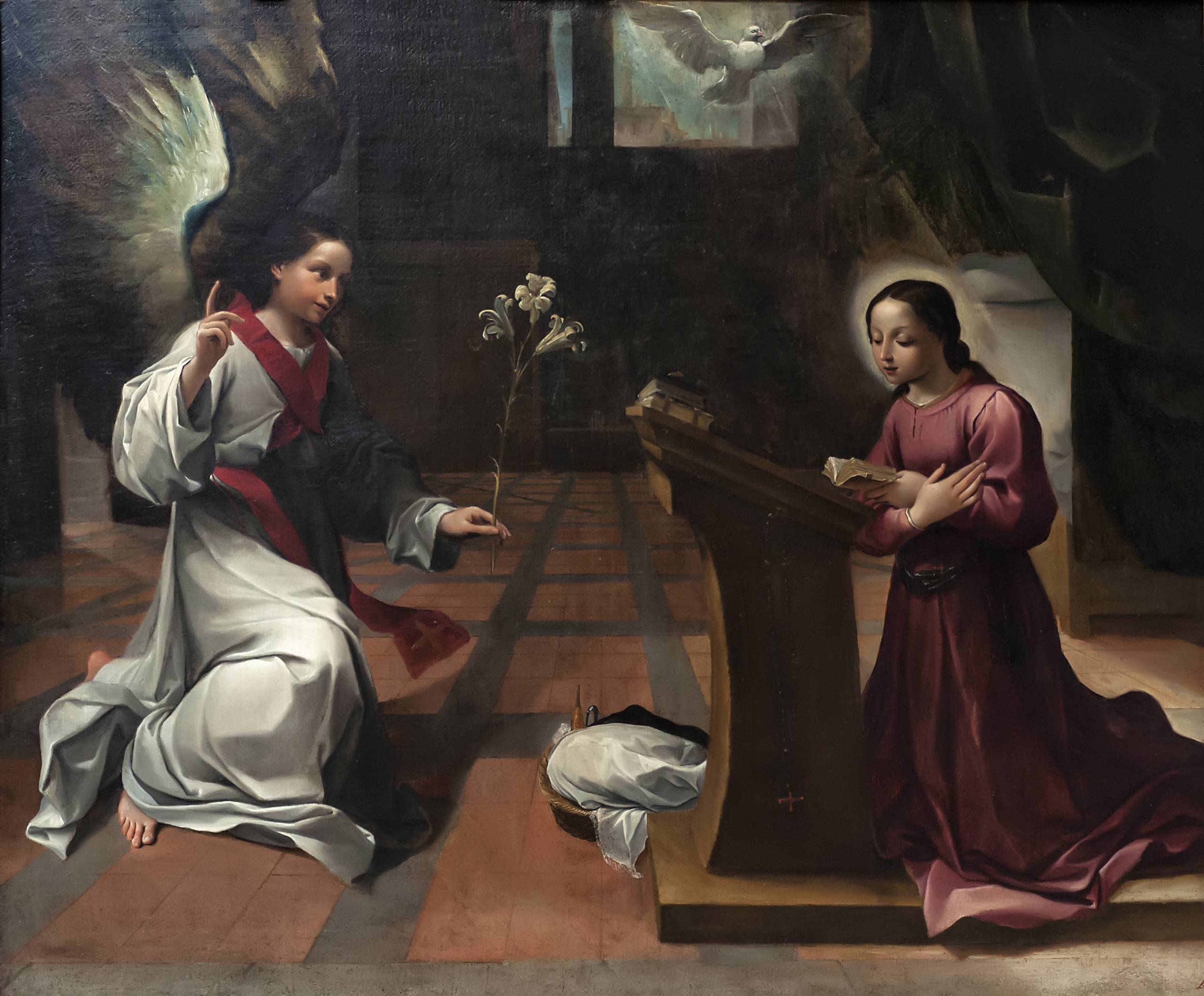
De Annunciatie, 1584, Pinacoteca Nazionale di Bologna